# Ōhara Megumi
Ohara Megumi (大原めぐみ Ohara Megumi, Đại Nguyên Huệ), sinh ngày 16 tháng 4 năm 1975 tại Tokyo, Nhật Bản, là một nữ seiyū (diễn viên lồng tiếng). Cô có sở thích là nấu ăn và nghe nhạc.
Vào tháng 4 năm 2005, cô tham gia lồng tiếng nhân vật Nobita trong loạt phim hoạt hình dài cùng tên.

## Vai lồng tiếng nổi bật
- Doraemon: Tân Nobita thám hiểm vùng đất mới - Peko và 5 nhà thám hiểm (phim) vai Nobita
- Doraemon: Nobita và viện bảo tàng bảo bối (phim) vai Nobita
- Doraemon: Chú khủng long của Nobita 2006 (phim) vai Nobita
- Doraemon: Nobita và cuộc đại thủy chiến ở xứ sở người cá (phim) vai Nobita
- Doraemon: Tân Nobita và chuyến phiêu lưu vào xứ quỷ – 7 nhà phép thuật (phim) vai Nobita
- Doraemon: Nobita và hòn đảo diệu kì - Hành trình muông thú (phim) vai Nobita
- Doraemon: Nobita và người khổng lồ xanh (phim) vai Nobita
- Doraemon: Tân Nobita và lịch sử khai phá vũ trụ (phim) vai Nobita
- Doraemon: Tân Nobita và binh đoàn người sắt - Đôi cánh Thiên thần (phim) vai Nobita
- Stand by Me Doraemon (phim) vai Nobita